# Kailasam Balachander
Kailasam Balachander, né le 9 juillet 1930, et mort le 23 décembre 2014, est un comédien, producteur, réalisateur et scénariste indien. En cinquante ans de carrière, il a contribué dans une centaine de films.

## Biographie
Il est né en juillet 1930 dans une famille brahmane. Ses films Iru Kodugal (en) (1969), Apoorva Ragangal (1975), Thanneer Thanneer (en) (1981) et Achamillai Achamillai (en) (1984) remportent le Filmfare Award du meilleur film en tamoul.